# 女傭

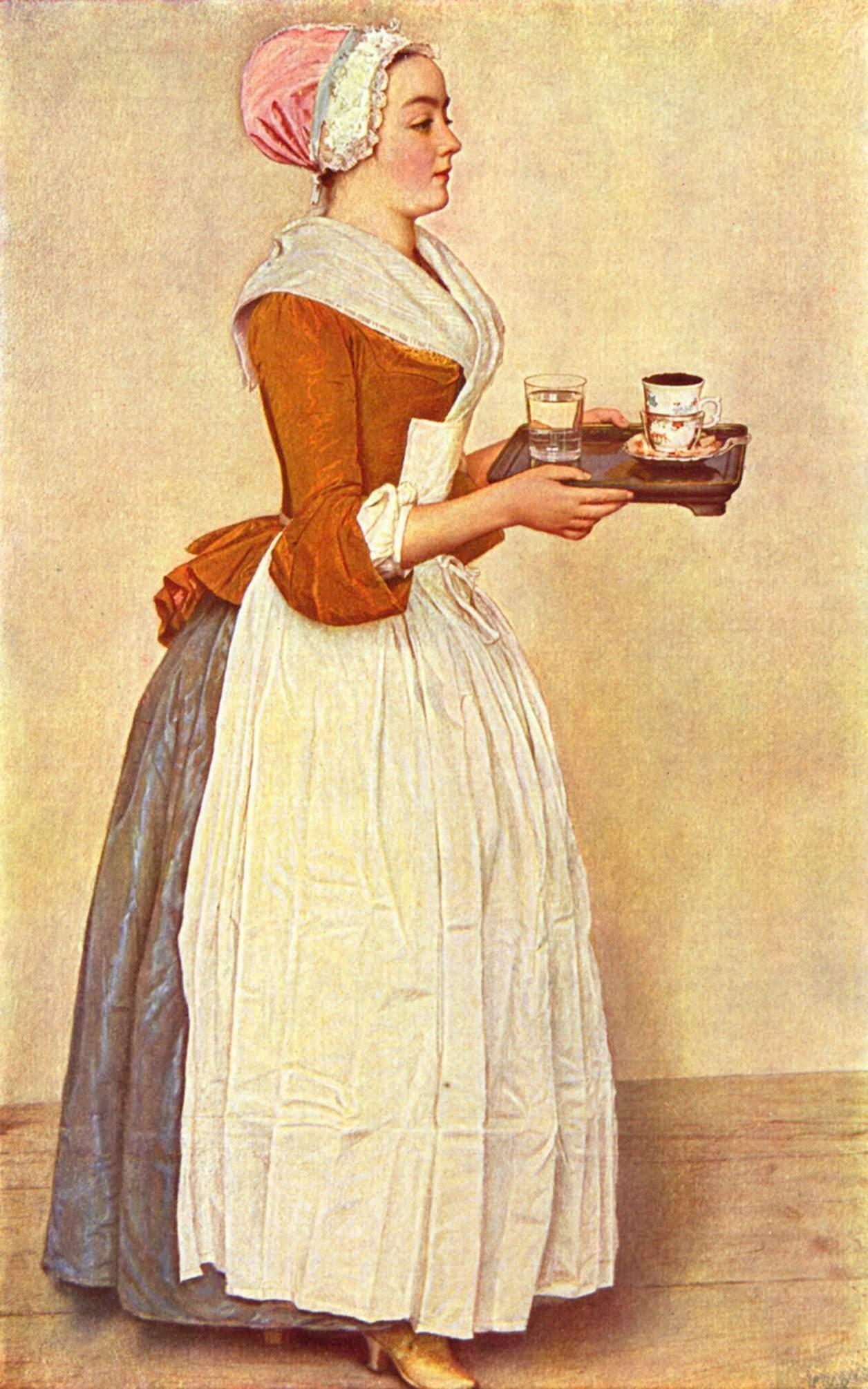
1744年德國女傭Jean，身穿樸素的女傭服裝。

女佣，又称作下女和女仆，现代泛指被有钱人家或机构雇用，负责贴身服侍及料理家务杂务的女子。古时指地位低微、受雇于官府或私家、供任差遣、劳力单一的女子。宫廷女性如女王、皇后、妃嫔、公主等都有宫女侍候。

## 詞源

### 中文
依辭海所述：“‘古代稱罪人的男女家屬沒入官中為奴者’，即男為奴，女為婢；以後，則‘泛指喪失自由、被人奴役的男女’。”意即古時為罪人及其家屬的稱呼，意義等同奴隸。後泛稱在官府或私家中被使喚奴役的男女為奴婢，而婢則為女性奴役的稱呼，故稱婢女。亦有其他稱呼，如婢僕、僕妾、女奴、侍女、青衣、丫鬟、丫頭、赤腳等等，各有其源。如年輕婢女多梳圓環狀的雙髻，像樹丫型，所以稱為「丫鬟」。

### 英文
「house servant」、「household servant」和「domestic servant」意思皆為幫忙家事的傭人，從中加入「maid（少女）」而衍生出「maidservant（女性僕役）」一詞。後來再省略「servant」，「maid」單獨一詞亦意為女僕。

### 現時稱呼
相對於過去階級社會中的奴婢、僕役，而常採用比較中性的詞雇傭、傭工（受雇用的工人），女性的傭工簡稱為女傭。在中國大陸女傭又稱為保姆，现在也叫做家政服务员。在香港因應女傭國籍為本地或是外國籍，又分本地傭工和外傭，而當地作家務工作的女傭多稱呼為家務助理。在台灣女傭亦稱監護工。

## 來源與需求

### 近代
中國
傳統的中國社會的階級觀念很重，除士、農、工、商（良民）以外，皆為賤民，婢女亦在賤民之列，只能被迫出賣勞力，做各種雜務工作。
正如其詞源，婢女一詞源於奴隸，而其最初來源也正是奴隸。一些在戰爭中的俘虜成為階下囚以後，便在敵國的統治下為奴為婢。也就是說，成為婢女是一種刑罰，適用於罪犯，也同是婢女的最初來源之一。亦有由周邊國家將婢女進貢給中原政權作為貢獻品。
除此之外，人口販賣亦是最普遍、最常見的婢女來源，有被生活潦倒的丈夫所販賣，有被土匪誘拐而被販賣（多為兒童），更甚者有專門培養年幼男女，一段時間後即賣人作婢僕。
較特別的是一些人會知恩圖報而自願為婢。多數是在大災難以後，受恩的人覺得欠人太多，無以為報，自願為婢。受亦有家奴與家婢結婚出生的兒女，代代相傳繼承為家中奴婢。但一般婢女是不允許結婚的。
隨著明末清初各地奴婢由不同的奴婢團體發起對奴婢制度不滿而進行抗爭的「奴變」，及有識之士對奴婢制度的揭露和批評而使奴婢制度逐漸削弱，雖然未能完全推翻，但至康熙年間，對於奴婢的不公平對待在多個地方已得到改善，到雍正年間，更有些被免為奴婢的人開始起姓及自立戶籍。
進入近代，中國的進步人士不斷要求廢除這種不平等的制度。徹底廢除奴婢制度並賦予奴婢完全自由的努力開始於辛亥革命，而最終完成於新民主主義革命。中华人民共和国成立後，奴婢制度被徹底廢除，舊社會的奴婢獲得了完全的自由。
英國
在家用電器還沒發明以前，家庭裏有很多家務需要人手處理。上流階級在當時是無須勞動的階級，為了確保自身的奢華生活，需靠僕役去維持繁雜的家務。19世紀以後，工業發展迅速，使中產階級變得富裕，為顯示自己的社會身份，亦開始雇用僕役，而使僕役人數大幅增加。1777年，英國規定家中雇用男僕需要課稅，以及女僕可以進行男僕所無法進行的工作，因而促使女僕需要更大量增加。
當時的女性在未婚以前多倚靠父親，婚後多倚靠丈夫維持生活。然而在維多利亞時代，大英帝國的擴張而使戰爭頻繁及社會風氣漸趨晚婚的情況下，影響一些女性未能結婚而無所倚靠。當時只有一些慈善學校對勞動階級做教育，但尤其窮困家庭的兒童在當時為了幫補家用而需外出工作，多沒接受過教育，勞動階層的女性可選擇的工作不多，亦促使更多女性投入女僕的工作。
亦有出身於上流或中層階級的女子為學習禮儀及交際而去當女僕，被視為一種社會教育，用以鍛鍊身心。
在1870年第一波女權運動以後，女性的工作能力受到關注。同時期教育普及到一般老百姓，高等院校亦開始接受女性成為學生，女性開始得到更多的工作的選擇，女僕從全盛時期漸趨式微。
僱用女僕需要有一定的收入。
法國
最初多是貴族和僧侶雇用。但因法國大革命的關係，貴族階級沒落，逐漸由富有階級所雇用。
富有階級聘用女僕的目的主要只是為顯自己的身份和地位，因此沒有實質上對女僕有很大需求，大多是做雜活的女僕，專業的女僕越來越少。20世紀以後，已經少見專業的女僕。
德國
最初是作為封建制度中的公家僕役，雖在大多數歐洲國家中已由契約形式的家務僕役取代，但德國仍然保留有務農的公家僕役。
僕役被認為是家族成員之一。在家族中屬於較低的級別。
美國
18世紀多由新移民的愛爾蘭女性擔任。
19世紀前期是由美洲出身的白人女性。
後來經濟發展急速，白人女性得到了更多的就業機會後，19世紀後期多由黑人女性擔任。

### 現代
今日不少上流社會家庭甚至中產階層亦會僱用家庭雇工，尤其是雙薪家庭，由於夫婦二人都需要外出工作，無暇打理家務，不少人會聘用女傭。
多來自發展中國家，教育程度較低婦女，由於在生活指數較高的地方工作可賺得較多的工資，因此離鄉工作。

## 工作範圍、地位及條件

### 近代
英國
在維多利亞時代的社會觀念中，女性要在家打理好家務。但上流階級的女性又不能因為做家務而弄髒雙手，因而雇用女僕以幫助家務。
家務煩多，在分工之下，上流階級的女僕也產生了各種各樣不同的級別。
- 女主人

家政
- 女管家（Housekeeper）

主要負責僱用和監督女僕，食品採購和管理食品、高級布料和瓷器儲藏，以及輔佐女主人的日常需求。
為最高地位的女僕，大多數女僕都有她來指揮（以下粗體字除外）。
由於要指揮所有女僕，故此必須要有各種各樣女僕的禮儀、知識和經驗。故此大多數的女管家都是出身較好的女僕。如果其他女僕讓主人不滿，女管家需負起責任，還需親自教授技能。
- 客廳女僕（Parlour maid）

主要負責接待訪客，以及用餐時的服務。過去多數為男僕的工作，後來逐漸被女僕取代。而一些傳送書信和應對進退這些本屬貼身女僕的工作，在後期亦為客廳女僕所取代。
由於客廳女僕是負責接客工作，女僕外表是顯出雇主威嚴的代表，故穿著比其他女僕華麗。
在外表出的要求比較高，需要外貌好、個子高、柔麗的雙手和好的接待客人技巧。
- 蒸餾室女僕（Stillroom maid）

協助女管家，以及負責蒸餾室（消毒並儲存食物、製作小點心的地方）和陶瓷保存的工作。
蒸餾室只有限定人士可以進入，一般人是不可以隨便進入的。對於其他女僕來說有其特別性。
- 家庭女僕（House maid）

負責整個家庭的清潔和服務工作。打掃房間、客廳、餐桌、大門等除有專門女僕以外的地方、整理床鋪、巡房、確認日用品充足，用餐服務等等。
最典型的女僕形象，是因為早於18世紀初已經存在此一職級。家庭女僕之間亦有分級，較高級的女僕可以負責較輕鬆的工作。
需要有各種家務的知識及技巧。
- 雜務女僕（Between maid）

協助女管家和蒸餾室相關工作。
在小規模的家庭，亦兼家庭女僕做洗碗女僕的工作。
- 洗衣女僕（Laundry maid）

清洗衣服、床單、家具中蓋單、抹布等的清洗、漂染、涼乾、縫補工作。
有別於其他女僕，由於大宅家庭不喜歡洗衣的氣味，故此需在地下室或戶外離宅有點遠的洗衣房工作。是女僕中比較獨立工作的一群。只有很少數家庭會需要洗衣女僕（一般是家庭女僕兼任）。
需要有各種洗濯相關的專業知識。
料理
- 廚師

負責主人一切僐食的僕役。需負責煮食，食材的份量，佐料的採購與管理。在主人用餐時需負責服務工作。亦需管理和教導廚房女僕。
為多數家庭會雇用的僕役。在家庭裏的地位僅次於女管家，但多數不會聽從女管家的吩咐。
需有良好的廚藝以及好的品格。
- 廚房女僕（Kitchen maid）

主要負責僕役的飲食。需要幫助廚師、準備煮食材料、打理廚房、準備小孩子、僕役和寵物的食物。
一般都是由洗碗女僕晉升上去，如果在廚師身上學習好料理技巧，還有機會晉升廚師。相反由於需負責僕役的飲食，廚藝不好的廚房女僕會不受僕役歡迎。
需有對食材的認識，及煮食的技能。
- 洗碗女僕（Scullery maid）

需清洗乾淨食具器皿和處理獵物。
多是見習女僕。
侍從
- 貼身女僕（Lady's maid）

直屬女主人，負責女主人一切需要的僕役。負責替女主人穿衣、打扮、化妝及管理衣服、裝飾品等。並需要陪伴女主人外出。懂得討女主人歡喜。
貼身女僕一般出身於上流或中產階級。給人的感覺是淑女的一群。能穿女主人不要的華裝美服，而且完全不用幹勞活，而且收入好，很多女僕都會以成為貼身女僕為目標。然而當貼身女僕需要求年輕貌美，故無法一輩子當貼身女僕。
因為需要替女主人打扮，必要要懂流行時尚，要有對服裝、化妝品和藥品的知識。本身亦要求個子高及年輕有美貌。
育兒
- 保姆（Nanny）［分乳母（wet nurse）和保姆（dry nurse）］

負責教養女主人的小孩。需要照顧小孩以及管理兒童房，以及監督育嬰女僕的工作。乳母還需要餵嬰孩母乳，因此年紀通常也較輕。
由於是直接照顧小孩，親近程度比親母還更親近，因此她的性格與舉動都直接對小孩的身心發展可以有極重要的影響，故此女主人多與保姆維持如家人般的良好關係。
需要有育兒經驗，懂得照顧及管教小孩。一般女主人會要求嚴格教導。奶媽還需要身體健康及有母乳。
- 育嬰女僕（Nurse maid）

負責陪小孩子玩耍、散步，幫小孩子穿著衣服，打掃兒童房和幫助保姆工作。
相對保姆像母親的形像，育嬰女僕較像姊姊的形像，受小孩子的歡迎。與保姆一樣，女主人會常跟育嬰女僕保持良好關係。
年紀通常較小，而且育兒經驗尚淺。需要細心和耐心的照顧小孩，並時常注意小孩的健康狀況。
教育
- 女家庭教師（Governess）

主要負責教授富家子女的工作，包括語言、音樂、藝術、針線活等。
本來是屬於身份尊重的一群，然而在維多利亞時代因上流及中產階層增多，女家庭教師需求亦增多，當中有一些品質低劣的教師混入其中，使得女家庭教師的職業變得不及以前尊貴，然而相對其他僕役還是有較優厚的待遇。由於其等級不及女主人但又高於一般女僕（也不需聽從女管家指示），因此常變得孤立。
因應需要教授的內容，成為女家庭教師亦必須要懂禮儀、精通語言及音樂，懂得刺繡和有經驗的會比較優先，亦因為避免女家庭教師可能成為兒子戀愛的對象，一般女主人會請相貌較差的女家庭教師。
女僕階級是有依類別晉升的機會。
而中產階級只請少數雜務女僕，不會有仔細的分級。
法國
比較主要的是煮食、育兒和清潔的女僕，也有較高級的女僕總管。而負責指定房間的女僕與女主人關係密切，也較在其他女僕等級之上。
德國
主要分總管和廚房女僕、保姆、家庭女僕等，在家族中，總管的地位比雇主家人為低，而在其他的僕役之上。
美國
家中的僕役共同工作把所有的家務完成，不分工合作，在效率上可能不及歐洲的女僕。

### 現代
在私人家庭從事房舍清理、食物烹調、家庭成員起居照料或其他與家事服務有關工作。在私人家庭從事身心障礙者或病者日常生活照顧等相關事務工作。在家傭而言，台灣規定每個家庭只能聘用一位外傭，亦規定家庭幫傭只能從事家務。一般請外籍女傭工作，由於辦理的手續繁瑣，通常會由女傭介紹所推薦。大型的外籍女傭介紹所會有專業培訓課程可供女傭學習烹飪、照顧小孩、學習語言和溝通技巧等職業技能培訓。而以時鐘計算的家務助理則只在雇主有需要的時候會到家庭做清潔工作。

## 待遇

### 近代
中國
奴婢制度跟奴隸制度雖然有很多相似之處，例如為奴者同樣被人販賣、勞役，甚至被虐待，為婢的甚至會被姦污。然而奴婢制度對於奴婢還是有一些人身保障，而不像奴隸制度那樣成為奴隸者會任由主人隨時殺害或陪葬而不用負上法律責任，在法律上還是有最低限度的生存自由。然而如何對待奴婢，仍是出於主人的心態。
在奴婢制度下的婢女，有著很多不公平的待遇。過去常有錮婢之風，亦即禁止婢女結婚。宮婢即為典型，除了受君主寵幸的宮婢外，皆無任何名份，只能一生為奴，亦不得結婚。又如浙江地區，據明萬曆《仙居縣志》載，該縣「士民之家，私畜民婢，垂白無夫……奪人父母之願，錮人男女之欲」。就是說仙居縣不少私家婢女，上了年紀還沒有婚配。不許婢女結婚的同時，更甚者對婢女大肆侮辱、姦淫。如《開元天寶遺事》載：岐王年紀尚輕時，即貪戀女色，輕薄婢女。每到寒冬季節，他有炭火不烤，而將冷手伸進家中女奴的懷中，靠揣摸她們的乳房、肌膚而「暖手」。亦有因為主人姦淫婢女，而使主母心生憤狠，為洩憤而對婢女當作「出氣閥」而加以虐待。
亦有善待婢女的主人。據《清稗類鈔‧雅量類》載，徐家有來喜、來慶二婢，其母對待她們「衣食必周，偶有疾病，恆使就醫，燈下則教其識字，與講大意，有過失，訶斥之而已，不鞭撻也」。一些有教養而又有同情心的士子，反對傳統奴婢制度觀念，放免自家婢女。讓婢女嫁到良家求得好歸宿。
英國
在上流家庭的女僕，分工仔細，比較只需做專門的工作。而中產家庭只能請少數女僕的家庭，女僕的工作可能會非常忙碌。
因應人品評價書（前任雇主發給女僕的推薦信）而決定的女僕的職級和晉升機會。很多家庭都很看重人品評價書，有良好記錄的女僕往往都獲得優先取錄。
有一定的工資。依據等級和工作性質會有不同的薪資。亦因應不同的僱用條件也有不同的支薪方法。
休息的場所是僕役大廳。依不同的主人有待遇的差異，有些只會設置簡陋的桌椅和化妝桌，有些會有舒適一點的舊沙發或書本、鋼琴等。內設呼喚僕役用的鈴噹。
除了女管家有環境好的個人專用房間外，大多數的女僕都是共住在環境差的房間，甚至是只能睡在工作間的角落。
為免疏於家務工作，一般禁止女僕戀愛。反對女僕戀愛的女主人若發現有女僕與男性交往，會被解雇。
有些女傭會一生於大宅第中工作。但也有一些上半生當女僕工作，下半生選擇結婚的女僕。好的僱主有些會在離職時因應工作表現而給一筆金額。
伙食一般以簡單煮理為主。較好的僱主會給予較好的伙食，如上流家庭以肉食為主，可分享到碎肉和燉肉。一般家庭只以蔬菜為主，甚至也有只給一片麵包作為一天飲食的主人。如果廚房女僕煮得不好時，也有女僕會選擇吃主人吃剩的飯菜。
雖有規定每週應有休假，和每年有數天到十數天的休假回鄉探親，但是一般低階女僕都不容易得到休假。而貼身女僕則因其工作是隨身侍候女主人所需，一般來說是無暇休假的。
法國
待遇較差，通常要工作一整天，被相當苛刻地對待。
德國
因為是屬於家族成員之一，名義上受雇主保護。
在受到法律包庇下，有些雇主會對女僕施暴。雖有法律上可以控告雇主，但雇主多以人品評價書作要脅而使其屈服。
美國
殖民時期多以年度或季度為單位，在契約時間內必須要做所有的家務，完成一年或一季後，則能分得土地或等值的工資。後來則以月為單位的短工，可隨時滿一個月後即解雇而不獲事前通知。
沒有家族的支配關係，女僕都是分擔工作。

### 現代
由於規定申請雇用女傭的雇主要有一定的銀行存款或固定收入，故此女傭的穩定工資得到保證。
雇主必須要提供能讓女傭有私隱安全的休息房間，有良好的生活環境保證。
有最低工資限制、年假返鄉探親、醫療津貼、遣散費、僱傭保險和機票，視情況還有膳食和交通津貼。
有較完善的法律制度保障。

## 文學
在西方的小說、文學裡，尤其是奇幻和科幻小說（例如《魔戒》、《星球大戰》和《異世奇人》）常會有侍女出現，神話如北歐神話裡的女神（例如弗麗嘉）也常會有侍女。中國的小說、戲曲裡也常有侍女的形象，例如《鶯鶯傳》和《西廂記》的紅娘、《牡丹亭》的春香、《紅樓夢》的眾多侍婢如襲人、晴雯等。聖經人物如利亞、聖母瑪利亞，是作為神之侍女的形象出現。

## 日本次文化中的女僕

### ACG中的女僕

這是日本人畫的維基娘，是動畫中常見的女僕造型。

女僕在日本ACG次文化中，是常見的定型角色，也常出現在cosplay的取材上。其服裝有常見的形式，例如頭戴的帽子比較裝飾取向，後來還變成了緞帶；身穿除黑色以外的暗色連身長裙，較華麗的圍裙邊緣還會有蕾絲邊；袖邊折起和白色衣領相稱，為保護雙手還會戴上手套；白色的圍裙通常較一般的女僕為短，沒有胸兜的裙圍通常會加上刺繡。

### 女僕咖啡廳
近年興起了以女僕招倈的餐飲店，女侍應的穿著多是參照ACG中的女僕，以對女僕服裝及ACG有興趣的人為客源的女僕咖啡廳。從秋葉原開始興起，現在在各個有ACG同好的地方都有彷效開設。

### 知名作品
- 《魔力女管家》（1998年-2004年）
- 《花右京女侍隊》（1999年）
- 《艾瑪》（2002年-）
- 《我的主人愛作怪》（2002年-）
- 《鋼鐵天使胡桃》
- 《假面男僕》
- 《小公主莎拉》
- 《旋風管家》（2004年-）
- 《乃木坂春香的秘密》（2006年-）
- 《魔法美少女》
- 《學生會長是女僕》
- 《機械女僕》
- 《小林家的龍女僕》

## 註腳
1. ↑  辭海編輯委會。《辭海》（縮印本）。上海：上海辭書出版社，1984年：P.1097。
2. ↑  池上良太。《圖解女僕》。台灣：漫遊者文化，2007年：P.10
3. ↑  牛津高階英漢雙解詞典。第七版。英國：牛津大學出版社，2008年：P.1217
4. ↑  褚贛生。《奴婢史》。台灣：華成圖書出版，2004年：P.130
5. ↑  池上良太。《圖解女僕》。台灣：漫遊者文化，2007年：P.13
6. ↑  池上良太。《圖解女僕》。台灣：漫遊者文化，2007年：P.91
7. ↑  明萬曆《仙居縣志》卷十二〈詩文〉，顧震宇〈五禁〉。
8. ↑  褚贛生。《奴婢史》。台灣：華成圖書出版，2004年：P.151
9. ↑  褚贛生。《奴婢史》。台灣：華成圖書出版，2004年：P.153
10. ↑  Bible Gateway And Mary said, Behold the handmaid of the Lord; be it unto me according to thy word. And the angel departed from her.（页面存档备份，存于）